# Lawson (sieć handlowa)
Lawson, Inc. (jap. 株式会社ローソン Kabushiki Kaisha Rōson) – sieć detalicznych sklepów spożywczych z siedzibą w Japonii.